# Xenodon neuwiedii
Xenodon neuwiedii is een slang uit de familie van de toornslangachtigen (Colubridae).

## Status
Vanwege zijn ruime verspreidingsgebied is deze soort door de IUCN aangemerkt als niet bedreigd (Least Concern).

## Verspreidingsgebied
Deze soort komt voor in Argentinië, Brazilië en Paraguay. De soort is te vinden in bosrijke omgevingen.